# Nihajni čas
Nihájni čás je v fiziki količina, določena kot čas, potreben za en nihaj pri nihanju oziroma čas, potreben da nihalo opravi pot od ene skrajne lege do druge in nazaj do začetne skrajne lege. Običajno ga označujemo z oznako t0.
Recipročna vrednost nihajnega časa je frekvenca ν:
{\displaystyle \nu ={\frac {1}{t_{0}}}}
Osnovna enota SI za merjenje nihajnega časa je s.